# سایش (هواشناسی)

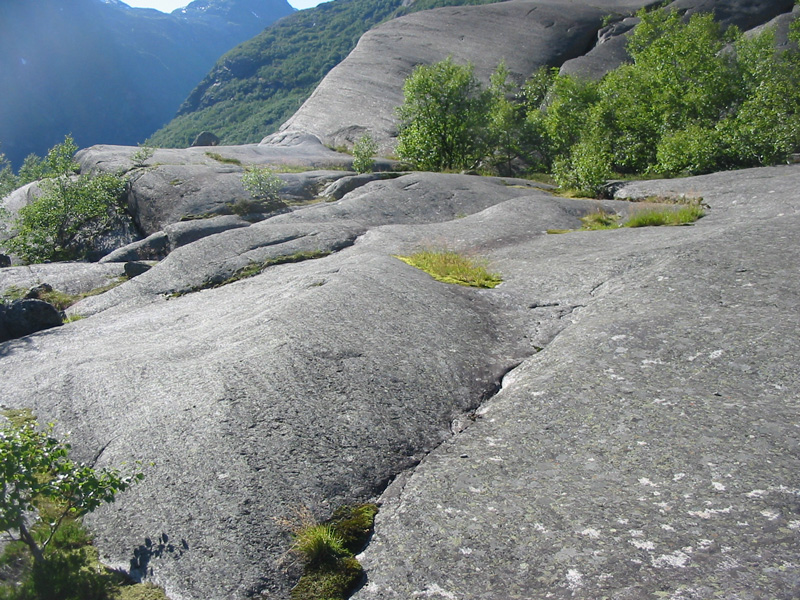
صخره های سایشی در غرب نروژ

سایش (به انگلیسی: Attrition)  متقابل قطعه سنگ‌ها ظرف حمل و نقل به وسیلهٔ باد، آب، یا یخ بطوری که اندازه آن‌ها کوچک شده، نرم و گرد شوند این اصطلاح را نباید با شست و ساب اشتباه گرفت.